# Xiphophorus
Il genere Xiphophorus comprende 28 specie di pesci d'acqua dolce appartenenti alla famiglia dei Poeciliidae, sottofamiglia Poeciliinae.

## Distribuzione e habitat
Le specie del genere Xiphophorus sono diffuse nelle acque tropicali e subtropicali dell'America centrale e meridionale, dal Messico al Brasile.

## Descrizione
Queste pesci presentano un corpo allungato e snello, piuttosto compresso ai fianchi. Il dimorfismo sessuale è spesso ben visibile, con maschi più colorati e snelli delle femmine. In alcune specie il maschio presenta sulla coda un'escrescenza a forma di spada nella parte bassa della coda. 

La livrea varia da specie a specie. 

Le dimensioni variano da 3,5 a 16 cm, secondo la specie.

## Riproduzione
Come le altre specie della famiglia Poeciliidae, i maschi - dotati di gonopodio - fecondano internamente le femmine che, dopo un periodo di incubazione delle uova, partorisco piccoli vivi appena dopo la schiusa, che avviene internamente. Non vi sono cure parentali: gli avannotti sono già indipendenti alla nascita, capaci di scatti fulminei per sfuggire ad eventuali predatori.

## Alimentazione
Si nutrono di piccoli pesci, insetti, vermi e alghe.

## Acquariofilia
Xiphophorus helleri, X. maculatus e X. variatus sono tra le specie di acquario più comuni: il loro successo è dovuto alla facilità d'allevamento e di riproduzione, che ha permesso la creazione di decine di varietà estremamente colorate.

## Genetica
Le specie del genere Xiphophorus sono regolarmente usate per studi genetici, dove vengono utilizzati ibridi delle varie specie. Lo Xiphophorus Genetic stock center fondato dal biologo Myron Gordon nel 1939 è un'importante fonte di questi pesci per la ricerca

## Specie
Il genere comprende 28 specie.
- Xiphophorus alvarezi
- Xiphophorus andersi
- Xiphophorus birchmanni
- Xiphophorus clemenciae
- Xiphophorus continens
- Xiphophorus cortezi
- Xiphophorus couchianus
- Xiphophorus evelynae
- Xiphophorus gordoni
- Xiphophorus helleri
- Xiphophorus kallmani
- Xiphophorus kosszanderi
- Xiphophorus maculatus
- Xiphophorus malinche
- Xiphophorus mayae
- Xiphophorus meyeri
- Xiphophorus milleri
- Xiphophorus mixei
- Xiphophorus montezumae
- Xiphophorus monticolus
- Xiphophorus multilineatus
- Xiphophorus nezahualcoyotl
- Xiphophorus nigrensis
- Xiphophorus pygmaeus
- Xiphophorus roseni
- Xiphophorus signum
- Xiphophorus variatus
- Xiphophorus xiphidium